# Hans Rose (Politiker)
Hans Rose (* 27. Dezember 1920 in Braunschweig; † 24. Dezember 2005) war ein deutscher Politiker (CDU) und Mitglied des Niedersächsischen Landtages.

## Leben
Nach dem Ende der Volksschule besuchte Hans Rose die Oberrealschule und erlangte 1939 die Hochschulreife. Im Anschluss absolvierte er eine Lehre in der Landwirtschaft. Im Zweiten Weltkrieg leistete er in den Jahren 1940 bis 1943 Wehrdienst, danach arbeitete er wieder als Landwirt.
Am 18. April 1940 beantragte er die Aufnahme in die NSDAP und wurde zum 1. September 1942 aufgenommen (Mitgliedsnummer 9.554.379).
Nach Kriegsende übernahm er den Bauernhof seiner Eltern im Jahr 1951, bildete sich weiter fort und wurde 1955 Landwirtschaftsmeister.
In die CDU trat Rose 1960 ein. Er übernahm verschiedene Positionen in landwirtschaftlichen Organisationen, so übernahm er im Verein des Niedersächsischen Landvolkes den Vorsitz des Kreisverbands Wolfenbüttel und wurde Kreislandwirt. Bereits von 1948 bis 1974 war er Mitglied des Volzumer Gemeinderates und wurde dort 1953 Bürgermeister und Gemeindedirektor. Ab 1965 bis 1974 wurde er in der Samtgemeinde Dettum Ratsmitglied und Bürgermeister der Samtgemeinde. Zudem war er Mitglied im Wolfenbütteler Kreistag.
Vom 24. Januar 1973 bis 20. Juni 1974 war er Mitglied des Niedersächsischen Landtages (7. Wahlperiode) und vom 14. Februar 1978 bis 20. Juni 1978 in der 8. Wahlperiode.